# 上海公交112路
112路是上海市内一条公交线路。

## 路线基本资料

### 线路走向
- 上行：自人民广场起，经武胜路、八层楼、延安东路、黄陂北路、南京西路、石门二路、北京西路、江宁路、光复西路、光新路、志丹路、新村路、真金路、富水路至万里城。
- 下行：自富水路起，经万泉路、新村路、志丹路、光新路、光复西路、江宁路、南京西路、黄陂北路、武胜路至人民广场。

### 服务时间
- 人民广场（武胜路）：05:30-23:20
- 万里城（新村路）：05:20-22:35

### 收费
全程单价人民币¥2，无人售票，线路实行公交换乘优惠。

### 停站
- 上行︰武胜路人民广场 - 南京西路上海电视台 - 北京西路泰兴路 - 江宁路康定路 - 江宁路海防路 - 江宁路澳门路 - 光新路中山北路 - 甘泉路新村路 - 新村路双山路 - 新村路新沪路 - 新村路香泉路 - 新村路真华路 - 新村路真金路 - 真金路万里城

- 下行︰真金路万里城 - 新村路真金路 - 新村路真华路 - 新村路香泉路 - 新村路新沪路 - 甘泉路新村路 - 新村路双山路 - 光新路中山北路 - 江宁路澳门路 - 江宁路海防路 - 江宁路康定路 - 江宁路南京西路 - 南京西路成都北路 - 武胜路人民广场

### 轨道交通换乘
- 1号线：人民广场
- 2号线：南京西路、人民广场
- 3号线：镇坪路
- 4号线：镇坪路
- 7号线：镇坪路、岚皋路、新村路
- 8号线：人民广场

### 途经重要地点
人民广场商圈、上海美术馆、长征医院、上海电视台、南京西路商圈、美琪大戏院、艺海剧院、玉佛寺、普陀区人民医院、晋元高级中学

## 用车
自2009年8月28日起，112路的50辆营运车辆全部更换为SWB6120V4LE(Volvo B7RLE)低入口城市公交车。目前在用的车型为申沃SWB6129BEV38纯电动客车。

## 荣誉
- 上海"文明乘车示范站"：人民广场武胜路终点站[2]